# Lothar Debes
 (février 2019).
Si vous disposez d'ouvrages ou d'articles de référence ou si vous connaissez des sites web de qualité traitant du thème abordé ici, merci de compléter l'article en donnant les références utiles à sa vérifiabilité et en les liant à la section « Notes et références ».
Lothar Debes, né le 21 juin 1890 à Eichstätt et mort le 14 juillet 1960 à Osnabrück, était un général allemand durant la Seconde Guerre mondiale.

## Biographie
Fils d'un juge d'instance, il entre au lycée de Bamberg après l'école primaire. À l'âge de 14 ans, il choisit la carrière de soldat professionnel et s'engage dans le corps des cadets bavarois (de) à Munich, où il passe son baccalauréat en juillet 1910. Il sert ensuite dans le 18e régiment d'infanterie royal bavarois (de). En janvier 1911, il passa de l'armée bavaroise à l'armée prussienne et sert avec le grade d'enseigne dans le 88e régiment d'infanterie.
Il sert durant la Première Guerre mondiale dans la direction centrale militaire des chemins de fer sur le front occidental à Bruxelles. Après la guerre, Debes rejoint le NSDAP. Le 5 janvier 1930 il rejoint la SS et son école d'officiers à Brunswick.
Il est blessé sur le front de l'Est comme membre de la waffen SS. Il commande la 10e division SS de Panzer du 15 décembre 1943 au 20 mai 1944. En 1944, sa division de panzer compte 14 700 hommes et 100 chars.
Debes a survécu à la guerre et a vécu à Wiesbaden. Il est enterré avec son épouse Irmgard au cimetière de Wiesbaden, à côté de la tombe de Manfred von Richthofen dit le Baron Rouge. Dans le même cimetière sont enterrés Erich Abraham, général de l'artillerie, Rudolf Henrici, général de l'infanterie, Max von Basse, général et Wolf von Biedermann, général d'infanterie.